# Florianturm

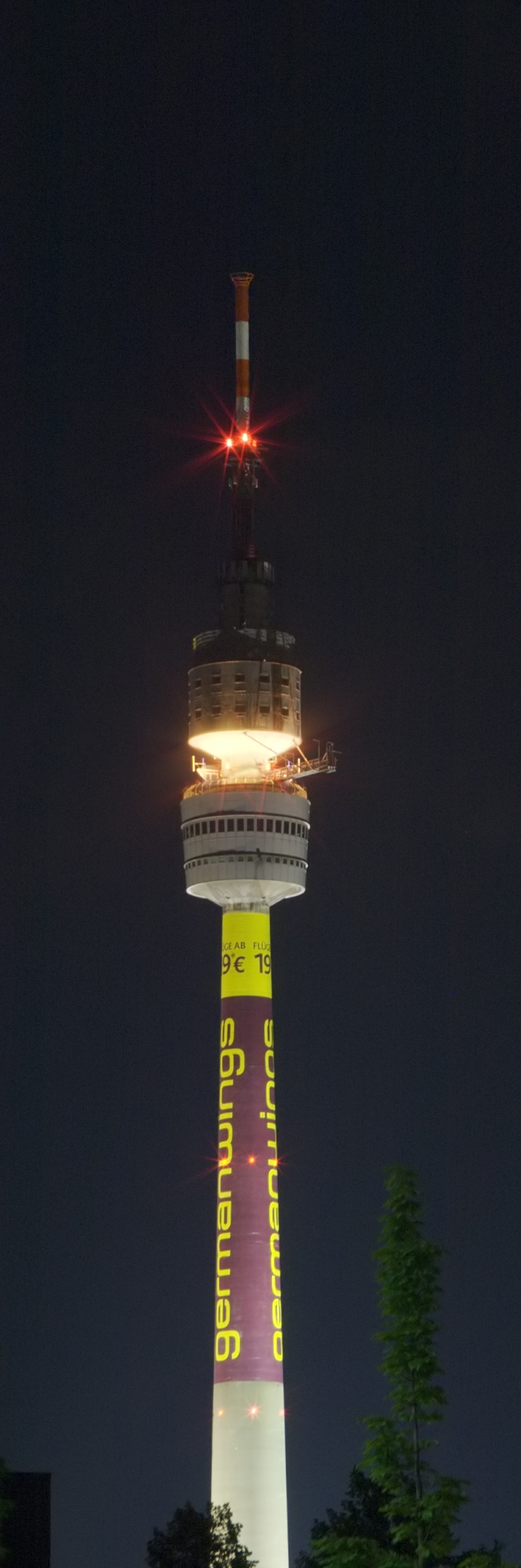
Floriantornet

Florianturm (Floriantornet) är ett TV-torn och utsiktstorn i Dortmund i förbundslandet Nordrhein-Westfalen i västra Tyskland. Tornet inrymmer Europas och världens första roterande restaurang.

## Byggnaden
Floriantornet är byggt i armerad betong och vid färdigställandet var totalhöjden 219, 60 meter. Det finns 2 utsiktsplattformar; den första ligger på 144 meters höjd och den andra ligger på 141 meters höjd. Den roterande restaurangen ligger på 137,50 meters höjd och restaurangplattformen har en diameter om 14,5 meter.
Radio- och TV-antennerna sitter i anslutning till den övre utsiktsplattformen och drivs av Deutsche Telekom.
2004 byttes antennen till DVB-T standard inför övergången till marksänd digital-TV varefter byggnaden nu har en totalhöjd av 208,50 meter.

## Historia
Floriantornet står i parkområdet Westfalenpark och byggdes inför BUGA 1959. Den planerade höjden var från början mycket lägre men samtidigt planerade tyska televerket Deutsche Bundespost en ny sändarmast i området och man beslöt att integrera TV-tornet med utsiktstornet.
Den 22 maj 1958 startades bygget och tornet invigdes den 30 april 1959 och öppnades för allmänheten dagen efter. Vid invigningen var tornet Tysklands högsta fristående byggnad.
Åren 1998 till 1999 genomgick tornet en omfattande renovering. 2006 och 2011 utfördes ytterligare reparationer.
År 2000 öppnades en tillbyggd plattform vid övre utsiktsplattformen som användes till bungyjump fram till 2003; denna plattform nedmonterades 2008.
7 september 2004 genomfördes ett omfattande antennbyte med hjälp av helikopter.